# Tsoul
 (avril 2025).
Motif : En attendant des sources secondaires centrées.
- Archive Wikiwix
- Bing
- Cairn
- DuckDuckGo
- E. Universalis
- Gallica
- Google
- G. Books
- G. News
- G. Scholar
- Persée
- Qwant
- (zh) Baidu
- (ru) Yandex
- (wd) trouver des œuvres sur Wikidata

| 1. | Préciser le motif de la pose du bandeau. | Précisez le motif de la pose du bandeau en utilisant la syntaxe suivante : {{admissibilité à vérifier\|date=juillet 2025\|motif=remplacez ce texte par le motif}}          |
| 2. | Informer les utilisateurs concernés.     | Pensez à avertir le créateur de l'article, par exemple, en insérant le code ci-dessous sur sa page de discussion : {{subst:avertissement admissibilité à vérifier\|Tsoul}} |

 (octobre 2010).
Si vous disposez d'ouvrages ou d'articles de référence ou si vous connaissez des sites web de qualité traitant du thème abordé ici, merci de compléter l'article en donnant les références utiles à sa vérifiabilité et en les liant à la section « Notes et références ».
Tsoul est une tribu arabophone du Maroc d'origine zénète – dont le territoire se situe au nord-ouest de la ville de Taza dans le Rif. La tribu est apparentée aux Rifains et encore plus étroitement aux Branès ainsi qu'aux Ghyata avec lesquelles ils partagent des origines communes. Les Tsoul parlent l'Arabe marocain.
D'après une notice des officiers français de renseignement du cercle de Fès, la tribu Tsoul est constituée de trois fractions qui sont Beni Foudghil, Beni Ourtnaj et Beni Lent ; chaque fraction étant constituée de plusieurs clans:
- Beni Foudghil : Oulad Zbair, Beni Mejdoul  et Oulad Bentita et Beni Omar  ;
- Beni Ourtnaj : Kraouas, Beni Frassen, N'goucht et Khenadeq ;
- Beni Lent : Beni Abdellah, Oulad Abdellah Moussa, Khandaq, Beni Mekoura et Bab Harcha.